# Saranac (Michigan)
Saranac è un villaggio degli Stati Uniti d'America, situato nello Stato del Michigan, nella contea di Ionia.